# Isla Kwana
La Isla Kwana (en neerlandés: Kwana Eiland) es el nombre de una isla en la parte suroeste del lago o embalse de Brokopondo (Brokopondostuwmeer; también conocido antes como Lago o embalse de Blommenstein) en el Distrito de Brokopondo (Brokopondo-district), el segundo más grande de esa nación ubicado al este de su territorio. El nombre «Kwana» deriva de una especie de pez local, posee palmeras, algunas cabañas para turistas y playas de arena blanca, es frecuentada también por pescadores.